# Védrines-Saint-Loup

Védrines-Saint-Loup este o comună în departamentul Cantal, Franța. În 1 ianuarie 2022 avea o populație de 120 de locuitori.